# Stictoleptura heydeni
Stictoleptura heydeni — жук из семейства усачей и подсемейства Усачики.

## Описание
Жук длиной от 10 до 18 мм. Время лёта взрослого жука с июня по июль.

## Распространение
Распространён в Турции, Ближнем Востоке, Талыш (Азербайджан) и северная часть Ирана.

## Экология и местообитания
Жизненный цикл вида длится, возможно, два года,. Кормовые растения не определены.